# Fabrice Salanson
Fabrice Salanson, né le 17 novembre 1979 à Montereau-Fault-Yonne, Seine-et-Marne, France et mort le 3 juin 2003 à Dresde en Allemagne, est un coureur cycliste français. Il était considéré comme un grand espoir du cyclisme français.

## Biographie
Membre de l'équipe Bonjour puis de Brioches La Boulangère entre 2000 et 2003, il remporte une étape dans le Tour de l'Avenir en 2000, puis une autre étape dans le Grand Prix du Midi libre en 2002.

### Mort
Alors qu'il préparait le Tour d'Allemagne, Fabrice Salanson a été retrouvé, un matin, inanimé dans sa chambre d'hôtel par ses coéquipiers, qui décidèrent alors de ne pas participer à la course. 
L'autopsie pratiquée n'atteste aucun produit dopant, mais il est révélé qu'il a effectué un test à l'effort, le 12 mai 2003, quelques semaines après une fracture de l'omoplate en février 2003, lequel s'est avéré « anormal ». Ces informations poussent la famille de Fabrice Salanson à solliciter un avocat. L'institut médico-légal de Dresde fait état d'une « mort naturelle mort subite avec dilatation du cœur et sous-alimentation relative du muscle cardiaque par les coronaires », tandis que les dirigeants de l'équipe La Boulangère nient tout examen préalable anormal.
La même année, les proches de Fabrice Salanson créent une association portant le prénom du coureur, dont le but est de financer des projets de recherche relatifs aux pathologies cardiaques des sportifs. Elle organise notamment la randonnée cycliste Fabrice-Salanson.

## Palmarès

### Palmarès amateur
- 1996
  - Ronde du Printemps
- 1997
  - Chrono des Herbiers juniors
  - La Bernaudeau Junior
- 1998
  - 1re étape du Circuit du Mené (contre-la-montre)
  - 2e du Circuit du Mené
  - 3e du championnat de France du contre-la-montre espoirs
- 1999
  - 3e et 7e étapes du Circuit des plages vendéennes
  - Flèche de Locminé
  - Circuit du Mené :
    - Classement général
    - 1re (contre-la-montre) et 2e étapes

  - Ronde mayennaise
  - 3e du Tour de la Manche

### Palmarès professionnel
- 2000
  - 3e étape du Tour de l'Avenir
- 2002
  - 2e étape du Grand Prix du Midi libre

## Résultats sur les grands tours

### Tour d'Italie
- 2001 : abandon (8e étape)